# El hombre de la isla
El hombre de la isla és una pel·lícula dramàtica espanyola de 1961 dirigida per Vicente Escrivá amb guió escrit per ell mateix.

## Sinopsi
Berta és una alemanya que arriba a un petit poble de pescadors per a casar-se amb Lorenzo, propietari d'una illa al que coneix només per correspondència i que viu amargat i odiat pels altres habitants a causa d'una vella història.

## Premis
Medalles del Cercle d'Escriptors Cinematogràfics
| Any  | Categoria         | Pel·lícula       | Resultat  |
| ---- | ----------------- | ---------------- | --------- |
| 1961 | Millor actor      | Francisco Rabal  | Guanyador |
| 1961 | Millor fotografia | Cecilio Paniagua | Guanyador |
| 1961 | Premi Jimeno      | Vicente Escrivá  | Guanyador |